# یواس‌ان‌اس تریومف (تی-ای‌جی‌اواس-۴)
یواس‌ان‌اس تریومف (تی-ای‌جی‌اواس-۴) (به انگلیسی: USNS Triumph (T-AGOS-4)) یک کشتی بود که طول آن ۲۲۴ فوت (۶۸ متر) بود. این کشتی در سال ۱۹۸۴ ساخته شد.